# Marco Junio Rufino Sabiniano
Marco Junio Rufino Sabiniano  fue un senador romano del siglo II que desarrolló su carrera política bajo los imperios de Adriano, Antonino Pío y Marco Aurelio.

## Familia
Era hermano de Aulo Junio Rufino, consul ordinarius en 153 bajo Antonino Pío.

## Carrera pública
Su primer cargo conocido fue el de consul ordinarius en 155, para ser casi veinte años después procónsul de la provincia romana de Asia en 172-173 bajo Marco Aurelio.